# Eucampsipoda aegyptia
Eucampsipoda aegyptia är en tvåvingeart som först beskrevs av Macquart 1851.  Eucampsipoda aegyptia ingår i släktet Eucampsipoda och familjen lusflugor. Inga underarter finns listade i Catalogue of Life.